# Kathrin Schlegel
Kathrin Schlegel (* 1977 in Nordhorn) ist eine deutsch-niederländische Installationskünstlerin.

## Leben und Werk

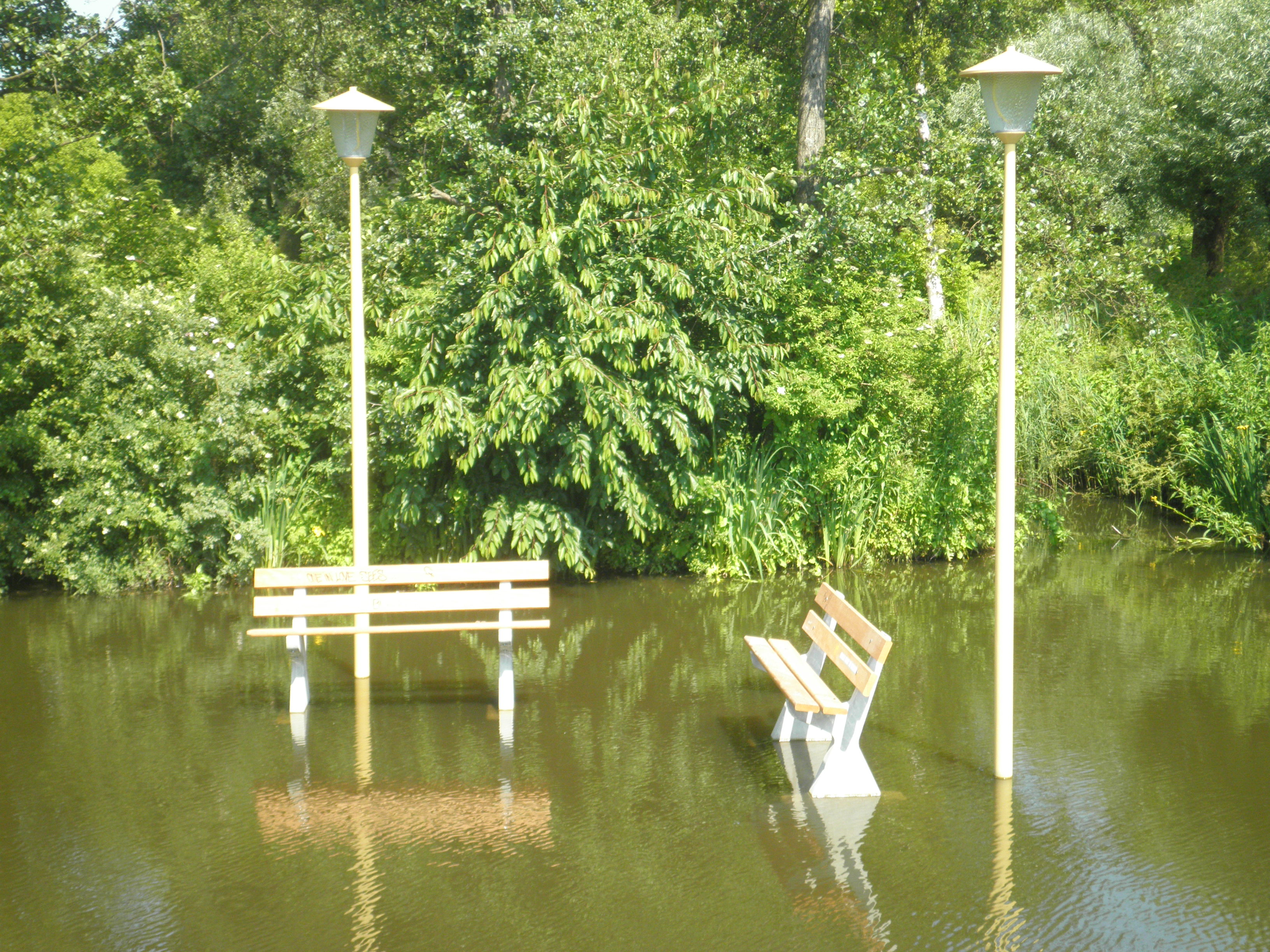
One in love sees a flower differently than a camel does, von Kathrin Schlegel, Hoorn, Niederlande (2014)

Kathrin Schlegel studierte von 1997 bis 2001 Freie Kunst an der AKI in Enschede und wechselte dann zur Kunstakademie Münster. Zunächst studierte sie in der Klasse Timm Ulrichs und anschließend bei Guillaume Bijl, der sie 2002 zur Meisterschülerin ernannte. Seit 2003 wohnt und arbeitet Kathrin Schlegel in Amsterdam. Sie erlangte 2005 am Sandberg Institut der Gerrit Rietveld Academie den Master of Fine Arts.
Ein 2010 im öffentlichen Raum verwirklichtes Werk hat den Titel There are worse things you could be accused of than being a flower. Unter der Smallebrug in Amersfoort installierte Schlegel den Bronze-Abguss eines Kronleuchters, der den Ort neu definiert. Es ist nicht viel Phantasie nötig, um die Metamorphose des Raumes unter der Brücke in die Halle eines Märchenschlosses wahrzunehmen. Die Metallgitter in der Eisenbahnbrücke scheinen zu einer gläsernen Decke zu werden. Aus den Brückenpfeilern werden Säulen, die Spiegelung der Eem fügt eine weitere Dimension hinzu. Die nach unten gewandten Narzissen am Kronleuchter verweisen auf die Geschichte von Echo und Narziss und somit auf die Auseinandersetzung mit dem Spiegelbild als einer Form der Selbstverblendung, sowie mit der Spiegelung, die die Illusion erweckt, die wahre Natur des Selbst zu offenbaren. Der von der venezianischen Glasbläserei Seguso hergestellte gläserne Kronleuchter, der zum Abguss diente, soll ergänzend im Eemhuis in Amersfoort gezeigt werden.
One in Love Sees a Flower Differently Than a Camel Does (2014) ist ein bleibendes Werk im Neubaugebiet Blokkerse Veld in Hoorn. Indem sie Parkbänke und Straßenlaternen im Wasser installiert und so der Kontext verändert wird, komponiert Schlegel ein neu wahrnehmbares, vor allem abends spiegelndes, romantisches Arrangement, das für den Passanten unerreichbar bleibt und nicht nutzbar ist. Der Titel stammt von einem Yogi-Tee-Beutel.

## Ausstellungen (Auswahl)

### Einzelausstellungen
- 2011 Uncertain Ends I & II C-Space, Peking

### Gruppenausstellungen
- 2002 Art Primeur 2002 Centrum Beeldende Kunst Dordrecht, Dordrecht
- 2005 Säle in frischem und leichtem Schmuck Kunsthalle Münster (mit Andreas Gehlen), Münster
- 2005 Let me hear your body talk Arti et Amicitiae, Amsterdam
- 2006 Lieber Friedrich Kasseler Kunstverein, Kassel
- 2008 UT-OPIA Expodium–platform for new art, Utrecht
- 2010 From Beginning to End CAP Cologne–Halle Zehn, Köln
- 2010 Tales of the Unexpected, Dek 22, Rotterdam[4]
- 2010 Zeiten eines Ortes Schloss Plüschow
- 2010 Impermanence, Hendershot Gallery, New York City
- 2012 The Young Artists' Biennial, Bukarest
- 2014 Falscher Hase. Zu Dürers 543. Geburtstag, zum Beispiel  (mit Ruppe Koselleck, Thomas Wrede u. a.) Galerie Münsterland, Emsdetten

## Auszeichnungen
- 2001 Stipendium Cusanuswerk